# Karl Allmenröder
Karl Allmenröder, per intero Julius Karl Allmenröder (Wald, 3 maggio 1896 – Zillebeke, 27 giugno 1917), è stato un aviatore e ufficiale tedesco, asso dell'aviazione durante la prima guerra mondiale accreditato di 30 vittorie aeree.
Studente in medicina prima della guerra, inizia la sua esperienza militare nel 1914 all'età di 18 anni combattendo in trincea guadagnandosi il grado di Leutnant il 30 marzo 1915. Dopo il trasferimento al trasporto aereo ed un periodo come osservatore di artiglieria, viene assegnato nel novembre del 1916 alla Jagdstaffel 11 guidata da Manfred von Richthofen, il Barone Rosso, come pilota di aerei caccia. Più avanti ne assumerà lui il comando.

## Biografia
Karl Allmenröder, figlio di un pastore luterano, nasce a Wald, Provincia del Reno, il 3 maggio 1896. Da sempre interessato alla pratica della medicina intraprende lo studio di questa materia presso Marburg. Viene sempre descritto come un tipo tranquillo, di buon carattere e giovane dedito al dovere.
Karl Allmenröder inizia il suo servizio per l'Impero tedesco con la formazione da artigliere presso il 62º Reggimento. Dopo questo periodo viene trasferito presso il 20º Reggimento per poi tornare, nel gennaio del 1915, presso il 62º Reggimento. Durante il periodo di permanenza presso il fronte orientale per combattere contro l'Esercito Imperiale Russo, viene insignito nel marzo del 1915 con la Croce di Ferro di seconda classe e sempre nello stesso mese del grado di Leutnant (sottotenente). Nell'agosto del 1915 riceve anche la Croce di Federico Augusto di prima classe.

### Il servizio presso l'aviazione
Karl Allmenröder viene trasferito al servizio aereo il 16 marzo 1916 insieme a suo fratello maggiore Wilhelm ed addestrato ad Halberstadt. Vola a bordo di palloni frenati biposto come osservatore di artiglieria nella 227ª unità Flieger-Abteilung (Artillerie) (Distaccamento volante (Artiglieria)) prima di entrare nella Jagdstaffel 11 nel novembre del 1916.
La sua carriera di asso dell'aviazione fu spettacolare, ma breve. Tutte le sue vittorie furono ottenute a bordo di un Albatros D.III di colore rosso con muso e mozzo dell'elica di colore bianco.
"Karlchen", questo il suo soprannome, ha segnato la sua prima vittoria aerea il 16 febbraio 1917 abbattendo un Royal Aircraft Factory B.E.2c del 16º squadrone della Royal Flying Corps. Ha ottenuto poi più di quattro vittorie nel mese successivo diventando così un asso dell'aviazione il 30 marzo. Il 24 marzo 1917 gli viene assegnata la Croce di Ferro di prima classe.
Alla fine dell'aprile del 1917 Karl Allmenröder aveva ottenuto 9 vittorie che diventarono 22 alla fine del mese successivo. Il 13 maggio del 1917 venne messo a capo della Jagstaffelsta 11 da Manfred von Richthofen in virtù del suo periodo di assenza per licenza, un prestigioso riconoscimento per un giovane di appena 21 anni.
Fu ferito leggermente il 25 maggio, ma questo non gli impedì comunque di volare ed abbattere un asso neozelandese, il capitano Alan Scott, il 28 maggio 1917.
Il 6 giugno 1917 gli viene assegnata la Croce di Cavaliere dell'Ordine Reale di Hohenzollern e il 14 giugno riceve la più prestigiosa onorificenza dell'Impero tedesco, il Pour le Mérite. Il giorno dopo il comando fu riassunto da Manfred von Richthofen, ma solo per 9 giorni.
Allmenröder totalizzò altre 8 vittorie nel mese di giugno. La sua ventinovesima e penultima vittoria fu ottenuta il 25 giugno contro l'asso canadese Flight Lieutenant Gerald Ewart Nash, che venne fatto prigioniero dalle forze tedesche. Il giorno successivo divenne comandante permanente della Jasta 11 visto che Manfred von Richthofen venne promosso al comando del primo stormo da caccia della Germania, la Jagdgeschwader 1, una formazione d'élite comprendente le Jagdstaffeln 4, 6, 10 e 11 e conosciuta anche con il nome di "circo volante".

### La morte
Allmenröder raggiunse 30 vittorie prima di essere abbattuto alle 9:45 del 27 giugno 1917 nei pressi di Zillebeke. I soldati di fanteria tedeschi recuperarono il suo corpo nella terra di nessuno la notte in cui fu ucciso. Il recupero fu macabro: l'Albatros con cui volava si era schiantato sopra un cimitero creato un anno prima per sotterrare frettolosamente le vittime della guerra e ci vollero due ore per estrarre Allmenröder dai corpi in decomposizione intorno a lui.
Fu sepolto nel cimitero evangelico di Wald, sua città natale.